# 677 Aaltje
Aaltje è un asteroide della fascia principale del diametro medio di circa 28,87 km. Scoperto nel 1909, presenta un'orbita caratterizzata da un semiasse maggiore pari a 2,9578836 UA e da un'eccentricità di 0,0487882, inclinata di 8,48524° rispetto all'eclittica.
Stanti i suoi parametri orbitali, è considerato un membro della famiglia Eos di asteroidi.
Il suo nome è in onore di Aaltje Noordewier-Reddingius, una cantante tedesca.